# (14355) 1987 SL5
(14355) 1987 SL5 es un asteroide perteneciente al cinturón de asteroides, descubierto el 30 de septiembre de 1987 por Poul Jensen desde el Observatorio Brorfelde, Holbæk, Dinamarca.

## Designación y nombre
Designado provisionalmente como 1987 SL5. 

## Características orbitales
(14355) 1987 SL5 está situado a una distancia media del Sol de 2,378 ua, pudiendo alejarse hasta 2,858 ua y acercarse hasta 1,897 ua. Su excentricidad es 0,202 y la inclinación orbital 4,472 grados. Emplea 1339,03 días en completar una órbita alrededor del Sol.
Pertenece a la familia de asteroides de (5026) Martes.

## Características físicas
La magnitud absoluta de (14355) 1987 SL5 es 14,90. Tiene 6,943 km de diámetro y su albedo se estima en 0,046.